# Mesamphisopus penicillatus
Mesamphisopus penicillatus là một loài chân đều trong họ Mesamphisopidae. Loài này được Barnard miêu tả khoa học năm 1940.